# Лилая
Лилая (также известна под псевдонимом Operina, настоящее имя — Екатерина Олеговна Данилова; род. 11 января 2000, Калининград) — российская певица, автор песен, саунд-продюсер. Известность в России Лилае принесла песня «Мы не дружим с головой», ставший саундтреком к российским сериалам «Дылды», «Конец света», а также сингл «Слеза», записанный в жанре джерси-клаб, ставший вирусным в социальных сетях в конце 2022 года. Финалистка рейтинга «The Blueprint 100» в категории «Поп-музыка» (2023).
Екатерина участвовала в написании песен для многих русскоязычных артистов, среди которых певицы Юлия Савичева (треки «Надо быть сильной», «Осколки», «Скажи мне», «Жёлтое такси», «Люди», «Девочка», «Лето без тебя»), Анна Седокова, Glukoza, Мilana Star, певец Ваня Дмитриенко, рэпер Verbee («С меня хватит»), DJ Smash, певицы Асия, Veigel, комедийный актёр и комик Дмитрий Журавлёв, белорусский видеоблогер Юлия Годунова («Смотри как надо», «Я тебе звоню») и другие.

## Биография

### Детство и ранние годы
Екатерина родилась 11 января 2000 года в Калининграде. Мать певицы Наталья — финансист, отец Олег работает в сфере экономики. В интервью Studio 21, Лилая рассказала, что занимается музыкой с четырёх лет. Бабушка Екатерины всю жизнь мечтала быть врачом и уговаривала внучку получить медицинское образование.
С ранних лет родители Кати приучали дочь к оперному искусству и ставили музыкальные записи зарубежных и русских классических музыкантов, под которые юная девочка танцевала. В детском саду начинающая певица посещала вокальный кружок, а в семь пошла в музыкальную школу.

### 2015—2020: Operina и переезд в Минск
В возрасте 15 лет друг предложил Екатерине создать личный YouTube-канал, на котором в последующем Данилова под псевдонимом Оperina выкладывала кавер-версии треков рэп-артистов в оперном исполнении. Среди первых исполненных песен были треки группы ЛСП и рэпера Oxxxymiron. По состоянию на февраль 2018 года, кавер на песню «Переплетено» собрал свыше 1 млн просмотров на YouTube. В июле 2015 года Екатерина приняла участие в рекламной кампании для YouTube-канала IGM, исполнив песню «Просто сделай репост». Родители Екатерины категорически не оценили творчество дочери, потребовав удалить видеоролики. Тем временем аудитория канала стремительно росла, а монетизация с канала принесла первый доход. В конечном итоге родители положительно приняли увлечение Екатерины.
Позднее после неудачной попытки поступить в Российскую академию музыки имени Гнесиных, Данилова поступила в музыкальное училище при академии. Спустя девять месяцев обучения Екатерина берёт академический отпуск, после которого в училище она не вернулась. Уйдя в академический отпуск, студентка переехала в Минск, где познакомилась с аранжировщиками Савелией Силявой и Алексем Мишутиным. Свои первые деньги музыкальная команда зарабатывала, занимаясь написанием песен на коммерческой основе. Первая написанная песня была продана Юле Годуновой, девушке белорусского видеоблогера Влада А4. В последующем список артистов, для которых были написаны песни, пополнился, — в их число вошли Юлия Савичева, Ваня Дмитриенко и другие. 
В 2019 году Екатерина подписала контракт с белорусским музыкальным лейблом Kaufman, и, выпустив несколько синглов, спустя год покинула лейбл. Весной 2021 года в одном из интервью Екатерина рассказала, что «Operina завершила карьеру», и планирует сосредоточиться на записи песен собственного сочинения.

### 2021 — по наст. время: Лилая
Спустя две недели после официального заявления об уходе c белорусского лейбла, певица выпустила сингл «Приятель», — первый сольный трек исполнительницы под псевдонимом Лилая. Спустя месяц вышел трек «Амур» в дуэте с VAVAN. В мае 2021 года Екатерина и Владимир презентовали свой сингл в эфире российской радиостанции Авторадио. В последующем в 2021 году Лилая выпустила ещё пять сольных синглов.
Весной 2022 году певица выпустила трек «Губи меня» и присоединилась к команде Easy Fresh mgmt. Летом Лилая выпустила три макси-сингла под названием «Скетчи» («Кот в маске», «Бутылка в луже» и «Мятая конфета»), а также выступила на сцене VK Fest 2022 в Москве и Санкт-Петербурге. Осенью 2022 года состоялась премьера трека «Слеза» в жанре джерси-клаб, а в декабре 2022 года состоялся первый сольный концерт певицы в московском клубе Powerhouse.
В 2023 году Лилая выпустила синглы «Сквозь нас», «Улетай» и «Broken Girl». В декабре 2023 года Лилая попала в список «Десят молодых и модных артистов, за которыми нужно следить» по мнению журнала The Blueprint и «Яндекс Музыки». В начале 2024 года стало известно о прекращении сотрудничества с Easy Fresh mgmt. Позднее состоялись премьеры синглов «Холодная луна» и «Метель», отрывками которых певица ранее делилась в своих социальных сетях. В апреле Лилая представила сингл «Лампочки», позднее исполнив его в эфире телеканала ТНТ Music. Российское издание Forbes Young на своей странице в Telegram отметил свежий релиз певицы: «весенний трек о любви, который в нашем плейлисте будет звучать ещё долго!».
Летом 2024 года певица выпустила синглы «Сложная» и «Температурю», а также сообщила в социальных сетях, что приступила к записи своего первого студийного альбома.

2024 — это мой год, год Дракона, особенный год, год творческого переосмысления. Планирую в новом году выпустить много музыкального материала. Очень хочу свой альбом— Лилая в интервью The Blueprint, декабрь 2023
13 сентября 2024 года Лилая представила сингл «Звезда». 10 октября в эксклюзивном интервью ТНТ Music Live певица анонсировала релиз трека «Сожгу свечи» 18 октября, записанного совместно с альт-поп певицей из Дагестана Амурой. Трек станет лид-синглом с дебютного мини-альбома Лилаи, релиз которого запланирован в следующем месяце. По словам певицы, грядущий альбом посвящен «тёмным сторонам, порокам, грехам» и «всему тому, что мы скрываем», а визуальная составляющая релиза вдохновлена творчеством российского стилиста и инфлюенсера Виктории Чураевой (Salavat Kypere), американского модельера Рика Оуэнса и французского модного дома Balenсiaga. Кроме того, в ходе интервью Лилая рассказала о работе над запуском «психологического» подкаста, гостями которого станут известные музыканты. Дата выхода премьерного эпизода неизвестна.
Совместно с YouTube-каналом «Чикен Карри» Лилая записала трек «Гномка Талала» для Интернет-шоу «Подземелья Чикен Карри», – премьера песни состоялась 26 октября. 1 ноября 2024 года певица выпустила дебютный мини-альбом, получивший название Liroom Dark. Интернет-издание SRSLY отметило: «нестандартные сэмплы, тяжелые электробасы, будоражащие мелодии ксилофона и скрипучие синты, напоминающие заставки фильмов ужасов, а вокал отдает дань стилю Билли Айлиш на пластинке «When We All Fall Asleep, Where Do We Go?». В альбом вошли шесть треков, в том числе совместный трек «Сожгу свечи», выпущенный ранее в качестве предрелизного сингла.
В декабре 2024 года стала музыкальным гостем лотерейного шоу «Мечталлион» на Первом канале (выпуск от 22.12.2024), исполнив песню «Сложная».  
В 2025 году Екатерина выпустила четыре сольных сингла, а также выступила с песней «Кукла» на музыкальном шоу талантов «Наша новая музыка».  

## Дискография
Мини-альбомы
- Liroom Dark (2024)[21]

Синглы
| - «Приятель» (2021) - «Амур» (VAVAN совместно с Лилая) (2021) - «Не плачь» (2021) - «Мы не дружим с головой» (2021) - «Глупости» (2021) - «Мокрый пистолет» (2021) - «Скайп» (2021) - «Губи меня» (2022) - «Скетч первый: Кот в маске» (макси-сингл) (2022) - «Скетч второй: Бутылка в луже» (макси-сингл) (2022) - «Скетч третий: Мятая конфета» (макси-сингл) (2022) - «Слеза» (2022) - «Слеза» (Remixes) (2022) - «Сквозь нас» (2023) - «Улетай» (2023) - «Broken girl» (2023) | - «Холодная луна» (2024) - «Метель» (2024) - «Лампочки» (2024) - «Сложная» (2024) - «Температурю» (2024) - «Звезда» (2024) - «Сожгу свечи» (при участии Амура) (2024) - «Наша любовь» (2025) - «Интонации» (2025) - «Лилия» (2025) - «Не цель и даже не средство» (2025) - «Слеза (Remix) (при участии it alone, tvzf)» (2025) - «Временна бесконечность» (Дмитрий Журавлёв совместно с Лилая) (2025) |

Как Operina:
- «Мой милый друг» (совместно с Совергон) (2015)
- «Холода» (2019)

## Видеография
Музыкальные видео
- «Мы не дружим с головой» (2021)[28]
- «Слеза» (Mood-видео) (2022)
- «Broken Girl» (Mood-видео) (2023)
- «Метель» (2024)

## Закрытый проект Lipa
После подписания контракта с белорусским музыкальным лейблом Kaufman Label в 2019 году Екатерина появилась перед поклонниками в новом ампула, отличительным элементом которого стали склеральные линзы чёрного цвета на глазах певицы. Новый проект получил название Lipa (стилизовано как LIPA). В течение 2019 года Липа выпустила пять синглов («Я люблю твой запах», «Тюльпаны», «Леонардо Ди Каприо», «Комедия-девчонка», «Сахарный»), видеоклип на сингл «Я люблю твой запах» (2019), выступила на главной сцене VK Fest 2019 в Санкт-Петербурге, а также появилась в эфире ТНТ в шоу Comedy Club (выпуск 16 от 20.09.2019).
В апреле 2020 года основатель Kaufman Label Александр Розниченко сообщил: «Планов очень много. Певица Липа уже больше полугода готовит альбом, который точно перевернёт чей-то мир и понимание музыки». В августе вышел трек «Шорохи», который стал саундтреком к белорусскому триллеру «Запретная зона» (2020). В сентябре 2020 года певица переименовала свой никнейм в социальных сетях на «Лилая», косвенно намекая об уходе с лейбла Kaufman. 30 марта 2021 года в социальной сети Вконтакте Екатерина сообщила об уходе с Kaufman Label, дополнив комментарием: «ушла по своей воле, в свободное плавание».